# Les Créatures
Las Criaturas (en versión original Les Créatures) es una película franco-sueca realizada por Agnès Varda, estrenada en 1966. 

## Sinopsis
En la isla de Noirmoutier, un escritor y su esposa se instalan en un fuerte, donde viven con un contacto mínimo con la población. La mujer perdió la capacidad de hablar después de un accidente. El marido es escritor. Cerca vive un ingeniero jubilado, misántropo. Suceden hechos inquietantes. Varios habitantes de la isla parecen estar perdiendo el control de sí mismos. Las realidades se enlazan: el escritor encuentra un tema para una novela fantástica, mientras que el ingeniero manipula a los isleños a distancia utilizando una máquina de su invención. Los dos hombres se encuentran para una partida de ajedrez: el demiurgo real del mundo imaginario juega contra el demiurgo imaginario del mundo real. La apuesta y el fin de todo es el amor y la muerte. 

## Trama
Les Créatures comienza con Mylène y Edgar Piccoli conduciendo por una carretera vacía. Mylène expresa preocupación por la rapidez con la que conduce Edgar, pero él se niega a reducir la velocidad. Edgar defiende su velocidad de conducción, afirmando que cuando va rápido, sus ideas también van rápido. Describe lo felices que serán los dos en una casa junto al mar y den largos paseos. Mylène está de acuerdo con Edgar, pero le pide una vez más que disminuya la velocidad. Edgar no lo hace, y poco después se estrella contra un árbol. 
Vemos que Edgar sobrevive al accidente y pasa el tiempo viendo subir la marea mientras se para en una plataforma elevada ubicada en una playa aislada. Un hombre pasa y le ofrece a Edgar que lo lleve, diciendo que tendrá que esperar ocho horas para irse. Edgar se queda y observa la marea desde la plataforma.
Se ve a Edgar comenzando a escribir un libro en escenas que se intercalan con sus viajes por su nueva ciudad. En estos viajes, pasa por una casa con una torre de piedra en una propiedad que está marcada como "prohibida". Hay una figura solitaria en lo alto de la torre, aunque los dos no interactúan. Edgar visita una tienda dirigida por una mujer y su hija. Una vez que Edgar se va, la hija comenta que la asustó, pero la madre lo defiende, describiéndolo como tranquilo pero educado. Mientras Edgar está en el mercado al aire libre, Max y Pierre, dos vendedores de ropa, le prestan especial atención.
Mientras Edgar conduce a casa, Max y Pierre, que han bloqueado el camino, lo detienen. Los dos proceden a fingir una pelea, y cuando Edgar interviene, lo cubren con una sábana. Cuando lo hace, Max y Pierre insisten en que Edgar pague 50 francos por él. En la siguiente escena, se ve a los vendedores hablando con el comerciante y explicándole que sienten que algo anda mal con Edgar.
Max y Pierre acosan a Edgar en su casa, mientras él intenta disfrutar del tiempo con su esposa embarazada Mylène, que ha quedado muda por el accidente. Edgar puede ahuyentar a los dos, pero la próxima vez que sale de la casa, encuentra un montón de sábanas junto a un gato muerto.
Intenta encontrar al dueño del gato muerto, pero no es del comerciante. En el hotel local, se le acusa de matar al gato. La película se complica, acusa al cocinero del hotel de matar al gato, y que le sirven gato cuando se les acaba el conejo. Luego golpea a quienes lo acusaron de matar al gato con su cadáver. El gerente del hotel sale para intervenir y asegurar a Edgar que su gato aún está vivo. Cuando Edgar va a enterrar al gato, descubre un extraño disco metálico adherido a él.
Se revela que todo lo extraño y fuera de lo común que ha estado sucediendo recientemente es en realidad una historia que Edgar está escribiendo contada a través de sus ojos, aunque no está claro exactamente dónde comienza la ficción de la historia de Edgar y la realidad de su vida como escritor. Edgar explica que un hombre que es más un espíritu maligno que cualquier tipo de hombre o animal puede controlar a otros a través de un dispositivo remoto, aunque las baterías solo duran una hora. En la historia de Edgar, aquellos que están siendo controlados se ven obligados a realizar acciones que arruinan sus relaciones personales. Cada uno de los personajes de la historia de Edgar son los residentes de la ciudad en la que él y Mylène residen actualmente.
En su historia, Edgar sospecha de su vecino en la torre marcada como prohibida: el Sr. Ducasse. Edgar solicita la ayuda de los vendedores de ropa para irrumpir en la casa del Sr. Ducasse e investigar. Una vez dentro, Edgar se enfrenta al Sr. Ducasse y lo obliga a explicar los hechos que han estado sucediendo. Ducasse demuestra que puede controlar a las personas de forma remota, y lo hace obligando a uno de los vendedores, Pierre, a casi saltar por una ventana cercana. En este punto, Pierre decide que ha visto suficiente y se va. El Sr. Ducasse le dice a Edgar que le dará todas las respuestas que quiera siempre que Edgar pueda superarlo en un juego que se asemeja a una versión retorcida del ajedrez. Edgar está de acuerdo con este plan.
En el juego, las versiones en miniatura de los residentes de la ciudad se colocan en un tablero de ajedrez y se impulsan a interactuar entre sí. Un monitor cercano muestra un video de todas las interacciones que están teniendo los residentes. Edgar debe mantener sanas las relaciones entre los personajes mientras el Sr. Ducasse intenta separarlos controlando sus mentes durante un minuto a la vez, durante el cual la pantalla se vuelve roja. El juego continúa con algunas relaciones que sobreviven y otras se rompen.
Edgar ha visto suficiente cuando el Sr. Ducasse intenta que el anciano dueño del hotel local viole a la hija del comerciante, Suzon. Edgar procede a destrozar todo el equipo y luchar contra el Sr. Ducasse. La pelea sucede a lo alto de la torre de la casa, donde Edgar obliga al Sr. Ducasse a saltar de la cornisa y morir.
Así termina la historia de ficción que ha estado escribiendo Edgar. Sin embargo, la próxima vez que Edgar va a la ciudad en un esfuerzo por llamar al médico local para ayudar a Mylène durante el parto, descubre que el verdadero Sr.Ducasse se suicidó saltando desde el balcón de su torre y muriendo de la misma manera que en la historia de Edgar.
A lo largo de la película, la línea entre lo ficticio y lo que realmente le está ocurriendo a Edgar Piccoli se difumina. Uno nunca está seguro de cuándo la película ha dejado de seguir a Edgar, el escritor, y ha comenzado a seguir a Edgar, el tema de la novela. Una cosa que queda clara al final de la película es que los discos de metal se utilizan para controlar las mentes de los residentes de la ciudad. En estos casos particulares, el espectador sabe que las escenas que está viendo son parte de la novela y no la vida de Piccoli como escritor.

## Producción
Según Agnès Varda, Les Créatures es un intento de mostrar la naturaleza desordenada de la inspiración. Quería transmitir la forma en que la inspiración puede provenir de todo tipo de direcciones: las personas que uno conoce, el medio ambiente, etc. Todas estas fuentes de inspiración se combinan para crear su propio desorden, y uno debe reconocer ese desorden antes de que pueda convertirse en una historia. El trastorno no se va a arreglar solo.
El reparto de Les Créatures cuenta con Catherine Deneuve y Michel Piccoli como protagonistas. Fue dirigida por Agnès Varda y rodada en Noirmoutier entre el 1 de septiembre y el 15 de octubre de 1965. Claude Pignot diseñó los decorados, con la edición de Janine Verneau, la música de Pierre Barbaud y Henry Purcell y la mezcla de Jacques Maumont. Les Créatures, producida por Parc Films-Mag Bodard, fue distribuida por Ciné-Tamaris. La película está dedicada a Jacques Demy.  

## Crítica
Les Créatures recibió críticas muy variadas sobre su estreno. Michel Cournot de Le Nouvel Observateur llegó a llamar a Les Créatures "un monstruo". Jean Narboni de Cahiers du Cinéma dijo que Agnès Varda se había arrojado al vacío con la película. Henry Chapier de Combat consideró que a Varda se le debería dar un pase porque "el autor tiene derecho a equivocarse al menos una vez".
Otros críticos contemporáneos no estuvieron de acuerdo, con Pierre Mazars de Le Figaro Littéraire diciendo que Les Créatures se presenta con rapidez, humor y alegría, y que muestra al público el nacimiento de las obras literarias a través de los sueños. Samuel Lachize de L'Humanité marca la línea entre las dos escuelas de pensamiento, reconociendo que Les Créatures no es la mejor película de Varda, y no pertenece a ningún género conocido, pero aún inspira el pensamiento, ya que es una “inquietante y curiosa película."
Mientras que los críticos contemporáneos estaban algo desconcertados por la película, los críticos estadounidenses recibieron favorablemente Les Créatures. Roger Ebert le dio tres estrellas de cuatro, calificándola de "un estudio complejo y casi hipnótico de la forma en que los hechos se convierten en ficción". Dijo que la película es una comparación entre cómo damos forma a nuestras vidas y cómo un escritor elabora su novela. "Nuestro pasado es real, pero nuestro futuro es flexible". Roger Greenspun de The New York Times elogió a Varda por sus esfuerzos, pero hizo la declaración, "aunque cocinando un guiso con ingredientes pesados, produjo principalmente espuma y un poco de vapor". Greenspun escribió que odió la película la primera vez que la vio, pero ahora se da cuenta de que la película es tan hermosa que sus defectos deben ser perdonados por todos los logros. James Travers de filmsdefrance.com elogia la capacidad de Les Créatures para encajar en la Nouvelle Vague francesa manteniendo al mismo tiempo matices feministas, que la distingue del resto del movimiento.
El público también ha recibido a Les Créatures favorablemente desde su estreno, con la película actualmente con una calificación de 100% y una calificación promedio de 4/5 en Rotten Tomatoes.

## Ma Cabane de l'Échec
Agnès Varda recicló su película fallida en una exitosa pieza, Ma Cabane de l'Échec, o My Shack of Failure. Las chozas hechas con materiales reciclados en la isla de Noirmoutier, en la que se filmó Les Créatures, inspiraron la choza de Varda. Para Varda, esta es una "choza de una película reciclada". Más tarde, la cabaña pasó a llamarse La Cabane du Cinéma o La cabaña del cine.
Esta choza fue una reinterpretación del cine y un esfuerzo por revivir Les Créatures y solidificar su existencia. Cabane también planteó preguntas sobre la percepción de la película en una forma plástica versus una forma proyectada. Varda afirma que el cine es "luz proveniente de algún lugar captada por imágenes más o menos oscuras o coloridas". Para Varda, la choza en sí es cine, y cuando ella está en la choza en sí, "se siente como si viviera en el cine".
El crítico de arte Luc Vancheri coincide y prosigue, cuestionando cómo una serie de segmentos de un carrete de película en forma de choza logra mantener tanto la película en sí como el cine proyectado al mismo tiempo. Sostiene que dado que la luz atraviesa el celuloide físico de la película, la película aún se proyecta y revela sus imágenes ocultas. El espectador de la cabaña tiene la opción de examinar las imágenes en sí o la luz que se refracta y filtra a través del celuloide.

## Trayectoria
Les Créatures estuvo en la selección oficial del Festival Internacional de Cine de Venecia y recibió críticas variadas. La película fracasó comercialmente. Posteriormente, Agnès Varda recicló el material sobrante de la película como base para Ma Cabane de l'Échec (Mi cabaña del fracaso). Ma Cabane se hizo a partir de material de película, directamente de la copia de distribución y se reorganizó para formar otra estructura. 

## Reparto
- Catherine Deneuve como Mylène
- Michel Piccoli como Edgar Piccoli
- Eva Dahlbeck como Michele Quellec
- Marie-France Mignal como Vivane Quellec
- Britta Pettersson como Lucie de Montyon
- Ursula Kubler como vampiro
- Jeanne Allard como Henriete
- Joëlle Gozzi como Suzon
- Bernard La Jarrige como Doctor Desteau
- Lucien Bodard como Monsieur Ducasse
- Pierre Danny como Max Picot
- Louis Falavigna como Pierre Roland
- Nino Castelnuovo como Jean Modet[16]

## Taquilla
- Francia : 92 226 entradas vendidas.[17]